# For Tune
For Tune is een Pools platenlabel voor jazz en geïmproviseerde muziek. Het werd in 2012 opgericht in Warschau.
Het label brengt veel albums uit met live-opnames, zowel van Poolse als buitenlandse musici. Tot de bekendste musici met muziek op For Tune behoren Bester Quartet, Anthony Braxton, Charles Gayle, Dennis González, Mary Halvorson, Marcin Masecki, Bartłomiej en Marcin Oleś, William Parker, Adam Pierończyk, Ches Smith, Trevor Watts en Wacław Zimpel. De releases worden als kwalitatief zeer hoogwaardig bestempeld.
De releases op For Tune hebben een karakteristiek ontwerp: de hoezen voor de albums (doorgaans een foto) zijn altijd in zwart-wit, de titel van het album is zeer vaak in roze letters.